# Gmelinoides
Gmelinoides är ett släkte av kräftdjur som beskrevs av Bazikalova 1945. Gmelinoides ingår i familjen Gammaridae.
Släktet innehåller bara arten Gmelinoides fasciatus.